# 食盐进军
食鹽進軍，又稱為食鹽長征，發生於1930年，為印度國父聖雄甘地領導的不合作運動之一。該抗爭英國殖民政府的和平示威活動，於24日後獲得局部性勝利。
1930年初，殖民印度的英國政府制定了《食鹽專營法》，希望同時提高食鹽價格與稅收，引起印度人民普遍不滿。1930年3月12日，聖雄甘地與其支持者為反對此法律，舉行徒步抗議活動，該活動即「食鹽進軍」。
聖雄甘地帶領群眾步行至海邊，親自煮海水以取得海鹽。運動舉行整整24天，步行約390公里。聖雄甘地亦趁勢召開群眾大會，宣傳自己「非暴力、不合作」的一貫主張。該和平抗爭活動，獲得印度不少民眾支持。同年4月，英國殖民政府迫於輿論壓力，同意廢除《食鹽專營法》。

## 经历
英国长时间以控制食盐的生产与销售来赢取暴利。由于多重法令限制，印度民众不得擅自生产或销售食盐，而被迫购买更加昂贵的进口食盐。食盐问题严重影响了大多身处贫困的印度人民的生活品質，成为了当时极具争议的敏感话题。
1930年3月12日，聖雄甘地与几名信徒由位于萨博玛提的修行所出发，徒步穿越古吉拉特邦，前往位于阿拉伯海湾的德地。甘地随路宣传抵制英国殖民者不公正税收，每日数以百计的印度民众加入了食盐游行。经过约240英里（约385公里）的长途跋涉，甘地与其信徒于4月6日到达德地。4月7日晨，甘地在海滩上捧起一把海盐，正式“生产”食盐而触犯了当地律法。
当日无人被拘留，而甘地继续其游行并鼓励其他印度群众进行相仿的公民不顺从抗议。数以千人相继被逮捕拘留，其中有之后的印度總理尼赫鲁。甘地在通知当时的印度总督艾文勋爵其意愿游行至达拉萨纳盐田之后也被拘留。甘地入狱的消息激发了更多人参加食盐游行的决心。5月21日，由诗人沙拉金尼·奈都带领的游行队伍向达拉萨纳盐田进发，约2500个和平抗议者被当局攻击。直到1930年年底，约有6万人被捕入狱。
甘地于1931年1月被释放，并开始了与艾文勋爵以停止非暴力抗议为目的的和平谈判。此事件为之后甘地代表印度国民大会党出席伦敦的圆桌会议（1931年9月至12月）奠定了基础。

## 纪念
2015年8月15日，Google在网站首页放置纪念涂鸦，描述食盐进军事件，以纪念印度独立69周年。